# Стародубские князья

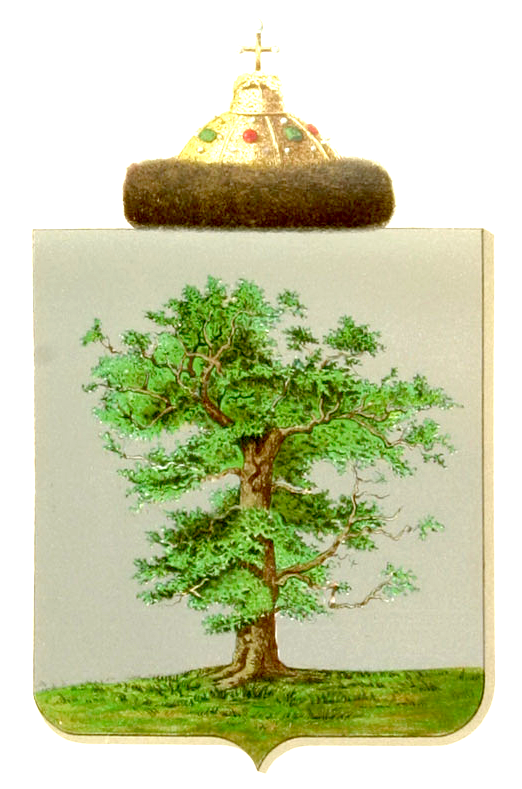
Придуманный в XVIII веке герб княжества и князей Стародубских

Эта статья о ветви князей Северо-Восточной Руси. О ветви князей Северской земли см. Стародубское княжество (Северская земля)
Староду́бские — правители средневекового Стародубского княжества, ветвь Владимиро-Суздальских князей. Рюриковичи и Мономаховичи.
Род занесён в Бархатную книгу.

## Происхождение и история рода
Род происходил от великого князя Владимира Святославовича, крестившего русскую землю. Основателем рода князей Стародубских с их обильным разветвлением являлся младший сын великого князя Всеволода Большое Гнездо — князь Иван Всеволодович, получивший в 1238 году от отца в наследство удел  городок Стародуб-Кляземский. От данного городка потомство этого удельного князя прозывалось Стародубскими князьями. По разделению Стародубского княжества на мелкие уделы и волости, образовывались особые ветви, которые широко разрослись и продолжали развиваться в княжеских и дворянских фамилиях: Гагарины, Гагарины-Стурдза, Хилковы, Ромодановские, Лодыженские, Татевы, Гундоровы, Хилковы, Тулуповы, Поярковы, Хрипуновы, Мнихи, Стригины, Пёстрые, Пожарские,Золотарёвы.
Князь Фёдор Давыдович Стародубский-Пёстрый, живший в XV веке, известен своими удачами в борьбе с татарами и др. Он был родоначальником князей Палецких-Пёстрых. Василий Дмитриевич Стародубский-Тулуп был отправлен в Казань Иваном III для защиты интересов Магмет-Аминя, родоначальник князей Тулуповых.
Князья Стародубские были удельными князьями почти до половины XV века.

## Герб княжества Стародубского
В гербовнике В.А. Дурасова дано описание герба Стародубского княжества, вошедшее в гербы родов от них происходящих: в серебряном поле щита — старый дуб с зелёной листвой. Герб увенчивает Шапка Мономаха, как род происходящий от великого князя Владимира Всеволодовича Мономаха.

## Известные представители
| №                                    | Имя, Отчество                                 | № отца                               | Примечания |
| Поколенная роспись по М.Г. Спиридову | Поколенная роспись по М.Г. Спиридову          | Поколенная роспись по М.Г. Спиридову | Поколенная роспись по М.Г. Спиридову |
| ------------------------------------ | --------------------------------------------- | ------------------------------------ | --- |
| 1                                    | Иван Всеволодович (правил с 1238 по 1247 год) |                                      | Седьмой сын великого князя владимирского Всеволода Большое Гнездо, получивший в удел от брата своего, великого князя Ярослава, в 1238 году Стародуб Владимирский на реке Клязьме (ныне Клязьминский Городок), откуда его потомки прозывались князьями Стародубскими. |
| 2                                    | Михаил Иванович (1247—1281)                   | 1                                    | Умер в 1315 году. |
| 3                                    | Иван Михайлович Калистрат (1281—1315)         | 2                                    | |
| 4                                    | Фёдор Иванович (1315—1330)                    | 3                                    | Имел прозвание Благоверный, убит в Орде в 1330 году. |
| 5                                    | Семён Фёдорович                               | 4                                    | В 1355 году убит литовцами в Холхне. |
| 6                                    | Дмитрий Фёдорович (1330—1355)                 | 4                                    | Умер в 1364 году |
| 7                                    | Иван Фёдорович (1354—1356)                    | 4                                    | По смерти своего брата князя Дмитрия Фёдоровича получил в удел Стародубское княжество. |
| 8                                    | Андрей Фёдорович (1363—1380)                  | 4                                    | В 1375 году был в походе на Тверь, участник многих походов Дмитрия Ивановича Донского, где прославился искусным воином и храбростью. |
| 9                                    | Семён Дмитриевич Крапива                      | 6                                    | В 1368 году убит литовцами в Холхне. |
| 10                                   | Фёдор Андреевич                               | 8                                    | Владел Стародубским княжеством. |
| 11                                   | Давыд Андреевич Палицкий                      | 8                                    | Родоначальник княжеского рода Палецких. |
| 12                                   | Василий Андреевич Пожарский                   | 8                                    | Родоначальник князей Пожарских, угасших в 1685 году. |
| 13                                   | Иван Андреевич Ряполовский                    | 8                                    | Родоначальник угасших князей Ряполовских. |
| 14                                   | Фёдор Фёдорович                               | 10                                   | удельный князь Стародубский |
| 15                                   | Иван Фёдорович Большой и Морхиня              | 10                                   | |
| 16                                   | Пётр Фёдорович                                | 10                                   | |
| 17                                   | Василий Фёдорович Ромодановский               | 10                                   | Родоначальник князей Ромодановских, угасших в 1730 году и Ромодановских-Ладыженских. |
| 18                                   | Иван Фёдорович Меньшой и Борисоглебский       | 10                                   | Родоначальник угасших князей Голибесовских. |
| 19                                   | Владимир Фёдорович                            | 14                                   | последний удельный князь Стародубский |
| 20                                   | Андрей Фёдорович                              | 14                                   | |
| 21                                   | Семён Фёдорович Белая Гузица                  | 14                                   | |
| 22                                   | Иван Фёдорович Большой и Овца                 | 14                                   | Принял постриг в Троице-Сергиевом монастыре. |
| 23                                   | Пётр Фёдорович Осиповский                     | 14                                   | Родоначальник угасших князей Осиповских. |
| 24                                   | Константин Фёдорович Льяловский               | 14                                   | Родоначальник угасших князей Льяловских. |
| 25                                   | Иван Фёдорович Меньшой и Кривоборский         | 14                                   | Родоначальник угасших князей Кривоборских. |
| 26                                   | Василий Андреевич Ковёр                       | 20                                   | Родоначальник князей Ковровых, воевода Ивана III и Василия III. |
| 27                                   | Пётр Семёнович Шалин                          | 21                                   | |
| 28                                   | Иван Семёнович Неучкин                        | 21                                   | Родоначальник угасших князей Неучкиных. |